# Crotaphytus bicinctores
Crotaphytus bicinctores – gatunek gada łuskonośnego z grupy jaszczurek i rodziny obróżkogwanowatych (Crotaphytidae). Występuje w suchych, kamienistych obszarach zachodnich Stanów Zjednoczonych. Żywi się owadami, małymi kręgowcami, pająkami, sporadycznie liśćmi i kwiatami.